# العلاقات الفلبينية الهايتية
العلاقات الفلبينية الهايتية هي العلاقات الثنائية التي تجمع بين الفلبين وهايتي.

## مقارنة بين البلدين
هذه مقارنة عامة ومرجعية للدولتين:
| وجه المقارنة                                              | الفلبين                       | هايتي                                |
| --------------------------------------------------------- | ----------------------------- | ------------------------------------ |
| المساحة (كم2)                                             | 343.45 ألف                    | 27.75 ألف                            |
| عدد السكان (نسمة)                                         | 104.92 مليون                  | 10.98 مليون                          |
| الكثافة السكانية (ن./كم²)                                 | 305.49                        | 395.68                               |
| العاصمة                                                   | مانيلا                        | بورت أو برانس                        |
| اللغة الرسمية                                             | اللغة الفلبينية، لغة إنجليزية | لغة فرنسية، اللغة الكريولية الهايتية |
| العملة                                                    | بيسو فلبيني                   | جوردة هايتية                         |
| الناتج المحلي الإجمالي (بليون دولار)                      | 313.60 مليار                  | 8.41 مليار                           |
| الناتج المحلي الإجمالي (تعادل القوة الشرائية) بليون دولار | 743.90 مليار                  | 18.82 مليار                          |
| الناتج المحلي الإجمالي الاسمي للفرد دولار أمريكي          | 2.90 ألف                      | 818                                  |
| الناتج المحلي الإجمالي للفرد دولار أمريكي                 | 7.39 ألف                      | 1.73 ألف                             |
| مؤشر التنمية البشرية                                      | 0.668                         | 0.483                                |
| رمز المكالمات الدولي                                      | +63                           | +509                                 |
| رمز الإنترنت                                              | .ph                           | .ht                                  |
| المنطقة الزمنية                                           | توقيت الفلبين                 | 00                                   |

## منظمات دولية مشتركة
يشترك البلدان في عضوية مجموعة من المنظمات الدولية، منها:
| علم المنظمة | اسم المنظمة                               | تاريخ انضمام الفلبين | تاريخ انضمام هايتي |
| ----------- | ----------------------------------------- | -------------------- | ------------------ |
|             | منظمة الشرطة الجنائية الدولية             | ?                    | ?                  |
|             | منظمة التجارة العالمية                    | 1995                 | ?                  |
|             | البنك الدولي للإنشاء والتعمير             | 27 ديسمبر 1945       | 8 سبتمبر 1953      |
|             | منظمة حظر الأسلحة الكيميائية              | ?                    | ?                  |
|             | مؤسسة التنمية الدولية                     | 28 أكتوبر 1960       | 13 يونيو 1961      |
|             | الأمم المتحدة                             | 24 أكتوبر 1945       | 24 أكتوبر 1945     |
|             | يونسكو                                    | 21 نوفمبر 1946       | 18 نوفمبر 1946     |
|             | الاتحاد البريدي العالمي                   | ?                    | ?                  |
|             | المركز الدولي لتسوية المنازعات الاستشارية | 17 ديسمبر 1978       | 26 نوفمبر 2009     |
|             | مؤسسة التمويل الدولية                     | 12 أغسطس 1957        | 20 يوليو 1956      |
|             | الاتحاد الدولي للاتصالات                  | 25 مايو 1912         | 10 أكتوبر 1927     |
|             | وكالة ضمان الاستثمار متعدد الأطراف        | 8 فبراير 1994        | 11 ديسمبر 1996     |

## وصلات خارجية
- موقع وزارة الخارجية الفلبينية
- موقع وزارة الخارجية الهايتية